# Cyperus trigonellus
Cyperus trigonellus är en halvgräsart som beskrevs av Karl Suessenguth. Cyperus trigonellus ingår i släktet papyrusar, och familjen halvgräs.
Artens utbredningsområde är Zimbabwe. Inga underarter finns listade i Catalogue of Life.